# Liste des députés européens de France de la 10e législature
Cet article présente la liste des députés européens de France de la 10e législature (2024-2029).

## Répartition partisane
| Groupe | Groupe                                     | Groupe                                                    | Sièges  | Liste d'élection                                                        | Parti(s) | Parti(s)                                                | Parti(s) européen | Parti(s) européen | Sièges |
| ------ | ------------------------------------------ | --------------------------------------------------------- | ------- | ----------------------------------------------------------------------- | -------- | ------------------------------------------------------- | ----------------- | ----------------- | ------ |
|        |                                            | Patriotes pour l'Europe (PfE)                             | 30 / 81 | La France revient ! avec Jordan Bardella et Marine Le Pen               |          | Rassemblement national (RN)                             |                   | PID               | 29     |
|        | Divers extrême droite (DXD)                | Patriotes pour l'Europe (PfE)                             | 30 / 81 | La France revient ! avec Jordan Bardella et Marine Le Pen               |          | Aucun                                                   | 1                 |                   |        |
|        |                                            | Renew Europe                                              | 13 / 81 | Besoin d'Europe                                                         |          | Renaissance (RE)                                        |                   | Aucun             | 5      |
|        | Mouvement démocrate (MoDem)                | Renew Europe                                              | 13 / 81 | Besoin d'Europe                                                         |          | PDE                                                     | 3                 |                   |        |
|        | Horizons (HOR)                             | Renew Europe                                              | 13 / 81 | Besoin d'Europe                                                         |          | Aucun                                                   | 2                 |                   |        |
|        | Divers centre (DVC)                        | Renew Europe                                              | 13 / 81 | Besoin d'Europe                                                         |          | Aucun                                                   | 1                 |                   |        |
|        | Italia Viva (IV)                           | Renew Europe                                              | 13 / 81 | Besoin d'Europe                                                         |          | PDE                                                     | 1                 |                   |        |
|        | Union des démocrates et indépendants (UDI) | Renew Europe                                              | 13 / 81 | Besoin d'Europe                                                         |          | ALDE                                                    | 1                 |                   |        |
|        |                                            | Alliance progressiste des socialistes et démocrates (S&D) | 13 / 81 | Réveiller l'Europe                                                      |          | Parti socialiste (PS)                                   |                   | PSE               | 10     |
|        | Place publique (PP)                        | Alliance progressiste des socialistes et démocrates (S&D) | 13 / 81 | Réveiller l'Europe                                                      |          | Aucun                                                   | 3                 |                   |        |
|        |                                            | La Gauche (GUE/NGL)                                       | 9 / 81  | La France insoumise - Union populaire                                   |          | La France insoumise (LFI)                               |                   | MLP / PGE (ob.)   | 9      |
|        |                                            | Groupe du Parti populaire européen (PPE)                  | 6 / 81  | La droite pour faire entendre la voix de la France en Europe            |          | Les Républicains (LR)                                   |                   | PPE               | 5      |
|        | Union des droites pour la République (UDR) | Groupe du Parti populaire européen (PPE)                  | 6 / 81  | La droite pour faire entendre la voix de la France en Europe            |          | Aucun                                                   | 1                 |                   |        |
|        |                                            | Verts/Alliance libre européenne (Verts/ALE)               | 5 / 81  | Europe Écologie                                                         |          | Les Écologistes – Europe Écologie Les Verts (LÉ – EÉLV) |                   | PVE               | 5      |
|        |                                            | Conservateurs et réformistes européens (CRE)              | 4 / 81  | La France fière, menée par Marion Maréchal et soutenue par Éric Zemmour |          | Identité-Libertés (IDL)                                 |                   | Aucun             | 4      |
|        |                                            | L'Europe des nations souveraines (ENS)                    | 1 / 81  | La France fière, menée par Marion Maréchal et soutenue par Éric Zemmour |          | Reconquête (REC)                                        |                   | Aucun             | 1      |

## Liste des députés européens
Composition de la délégation des députés européens français actuels prenant en compte les éventuelles modifications.
| Nom                      | Parti | Parti                                       | Liste                                                                   | Groupe parlementaire européen | Groupe parlementaire européen | Portrait |
| ------------------------ | ----- | ------------------------------------------- | ----------------------------------------------------------------------- | ----------------------------- | ----------------------------- | -------- |
| Jordan Bardella          |       | Rassemblement national                      | La France revient ! Avec Jordan Bardella et Marine Le Pen               |                               | PfE                           |          |
| Malika Sorel             |       | Divers extrême droite                       | La France revient ! Avec Jordan Bardella et Marine Le Pen               |                               | PfE                           |          |
| Fabrice Leggeri          |       | Rassemblement national                      | La France revient ! Avec Jordan Bardella et Marine Le Pen               |                               | PfE                           |          |
| Mathilde Androuët        |       | Rassemblement national                      | La France revient ! Avec Jordan Bardella et Marine Le Pen               |                               | PfE                           |          |
| Jean-Paul Garraud        |       | Rassemblement national                      | La France revient ! Avec Jordan Bardella et Marine Le Pen               |                               | PfE                           |          |
| Mélanie Disdier          |       | Rassemblement national                      | La France revient ! Avec Jordan Bardella et Marine Le Pen               |                               | PfE                           |          |
| Matthieu Valet           |       | Rassemblement national                      | La France revient ! Avec Jordan Bardella et Marine Le Pen               |                               | PfE                           |          |
| Anne-Sophie Frigout      |       | Rassemblement national                      | La France revient ! Avec Jordan Bardella et Marine Le Pen               |                               | PfE                           |          |
| Thierry Mariani          |       | Rassemblement national                      | La France revient ! Avec Jordan Bardella et Marine Le Pen               |                               | PfE                           |          |
| Pascale Piera            |       | Rassemblement national                      | La France revient ! Avec Jordan Bardella et Marine Le Pen               |                               | PfE                           |          |
| Philippe Olivier         |       | Rassemblement national                      | La France revient ! Avec Jordan Bardella et Marine Le Pen               |                               | PfE                           |          |
| Marie-Luce Brasier-Clain |       | Rassemblement national                      | La France revient ! Avec Jordan Bardella et Marine Le Pen               |                               | PfE                           |          |
| Alexandre Varaut         |       | Rassemblement national                      | La France revient ! Avec Jordan Bardella et Marine Le Pen               |                               | PfE                           |          |
| Catherine Griset         |       | Rassemblement national                      | La France revient ! Avec Jordan Bardella et Marine Le Pen               |                               | PfE                           |          |
| Gilles Pennelle          |       | Rassemblement national                      | La France revient ! Avec Jordan Bardella et Marine Le Pen               |                               | PfE                           |          |
| Virginie Joron           |       | Rassemblement national                      | La France revient ! Avec Jordan Bardella et Marine Le Pen               |                               | PfE                           |          |
| Julien Sanchez           |       | Rassemblement national                      | La France revient ! Avec Jordan Bardella et Marine Le Pen               |                               | PfE                           |          |
| Julie Rechagneux         |       | Rassemblement national                      | La France revient ! Avec Jordan Bardella et Marine Le Pen               |                               | PfE                           |          |
| Aleksandar Nikolic       |       | Rassemblement national                      | La France revient ! Avec Jordan Bardella et Marine Le Pen               |                               | PfE                           |          |
| Valérie Deloge           |       | Rassemblement national                      | La France revient ! Avec Jordan Bardella et Marine Le Pen               |                               | PfE                           |          |
| Rody Tolassy             |       | Rassemblement national                      | La France revient ! Avec Jordan Bardella et Marine Le Pen               |                               | PfE                           |          |
| Marie Dauchy             |       | Rassemblement national                      | La France revient ! Avec Jordan Bardella et Marine Le Pen               |                               | PfE                           |          |
| Pierre-Romain Thionnet   |       | Rassemblement national                      | La France revient ! Avec Jordan Bardella et Marine Le Pen               |                               | PfE                           |          |
| Pierre Pimpie            |       | Rassemblement national                      | La France revient ! Avec Jordan Bardella et Marine Le Pen               |                               | PfE                           |          |
| Julien Leonardelli       |       | Rassemblement national                      | La France revient ! Avec Jordan Bardella et Marine Le Pen               |                               | PfE                           |          |
| Angéline Furet           |       | Rassemblement national                      | La France revient ! Avec Jordan Bardella et Marine Le Pen               |                               | PfE                           |          |
| France Jamet             |       | Rassemblement national                      | La France revient ! Avec Jordan Bardella et Marine Le Pen               |                               | PfE                           |          |
| André Rougé              |       | Rassemblement national                      | La France revient ! Avec Jordan Bardella et Marine Le Pen               |                               | PfE                           |          |
| Séverine Werbrouck       |       | Rassemblement national                      | La France revient ! Avec Jordan Bardella et Marine Le Pen               |                               | PfE                           |          |
| Christophe Bay           |       | Rassemblement national                      | La France revient ! Avec Jordan Bardella et Marine Le Pen               |                               | PfE                           |          |
| Valérie Hayer            |       | Renaissance                                 | Besoin d’Europe                                                         |                               | RE                            |          |
| Bernard Guetta           |       | Divers centre                               | Besoin d’Europe                                                         |                               | RE                            |          |
| Marie-Pierre Vedrenne    |       | Mouvement démocrate                         | Besoin d’Europe                                                         |                               | RE                            |          |
| Pascal Canfin            |       | Renaissance                                 | Besoin d’Europe                                                         |                               | RE                            |          |
| Nathalie Loiseau         |       | Horizons                                    | Besoin d’Europe                                                         |                               | RE                            |          |
| Sandro Gozi              |       | Italia Viva-Mouvement démocrate             | Besoin d’Europe                                                         |                               | RE                            |          |
| Fabienne Keller          |       | Renaissance                                 | Besoin d’Europe                                                         |                               | RE                            |          |
| Grégory Allione          |       | Renaissance                                 | Besoin d’Europe                                                         |                               | RE                            |          |
| Laurence Farreng         |       | Mouvement démocrate                         | Besoin d’Europe                                                         |                               | RE                            |          |
| Valérie Devaux           |       | Union des démocrates et indépendants        | Besoin d’Europe                                                         |                               | RE                            |          |
| Gilles Boyer             |       | Horizons                                    | Besoin d’Europe                                                         |                               | RE                            |          |
| Christophe Grudler       |       | Mouvement démocrate                         | Besoin d’Europe                                                         |                               | RE                            |          |
| Stéphanie Yon-Courtin    |       | Renaissance                                 | Besoin d’Europe                                                         |                               | RE                            |          |
| Raphaël Glucksmann       |       | Place publique                              | Réveiller l'Europe                                                      |                               | S&D                           |          |
| Nora Mebarek             |       | Parti socialiste                            | Réveiller l'Europe                                                      |                               | S&D                           |          |
| Pierre Jouvet            |       | Parti socialiste                            | Réveiller l'Europe                                                      |                               | S&D                           |          |
| Aurore Lalucq            |       | Place publique                              | Réveiller l'Europe                                                      |                               | S&D                           |          |
| Christophe Clergeau      |       | Parti socialiste                            | Réveiller l'Europe                                                      |                               | S&D                           |          |
| Murielle Laurent         |       | Parti socialiste                            | Réveiller l'Europe                                                      |                               | S&D                           |          |
| Jean-Marc Germain        |       | Parti socialiste                            | Réveiller l'Europe                                                      |                               | S&D                           |          |
| Emma Rafowicz            |       | Parti socialiste                            | Réveiller l'Europe                                                      |                               | S&D                           |          |
| Thomas Pellerin-Carlin   |       | Place publique                              | Réveiller l'Europe                                                      |                               | S&D                           |          |
| Chloé Ridel              |       | Parti socialiste                            | Réveiller l'Europe                                                      |                               | S&D                           |          |
| Éric Sargiacomo          |       | Parti socialiste                            | Réveiller l'Europe                                                      |                               | S&D                           |          |
| Claire Fita              |       | Parti socialiste                            | Réveiller l'Europe                                                      |                               | S&D                           |          |
| François Kalfon          |       | Parti socialiste                            | Réveiller l'Europe                                                      |                               | S&D                           |          |
| Manon Aubry              |       | La France insoumise                         | La France insoumise - Union populaire                                   |                               | GUE/NGL                       |          |
| Younous Omarjee          |       | La France insoumise                         | La France insoumise - Union populaire                                   |                               | GUE/NGL                       |          |
| Marina Mesure            |       | La France insoumise                         | La France insoumise - Union populaire                                   |                               | GUE/NGL                       |          |
| Anthony Smith            |       | La France insoumise                         | La France insoumise - Union populaire                                   |                               | GUE/NGL                       |          |
| Leïla Chaibi             |       | La France insoumise                         | La France insoumise - Union populaire                                   |                               | GUE/NGL                       |          |
| Arash Saeidi             |       | La France insoumise                         | La France insoumise - Union populaire                                   |                               | GUE/NGL                       |          |
| Rima Hassan              |       | La France insoumise                         | La France insoumise - Union populaire                                   |                               | GUE/NGL                       |          |
| Damien Carême            |       | La France insoumise                         | La France insoumise - Union populaire                                   |                               | GUE/NGL                       |          |
| Emma Fourreau            |       | La France insoumise                         | La France insoumise - Union populaire                                   |                               | GUE/NGL                       |          |
| François-Xavier Bellamy  |       | Les Républicains                            | La droite pour faire entendre la voix de la France en Europe            |                               | PPE                           |          |
| Céline Imart             |       | Les Républicains                            | La droite pour faire entendre la voix de la France en Europe            |                               | PPE                           |          |
| Christophe Gomart        |       | Les Républicains                            | La droite pour faire entendre la voix de la France en Europe            |                               | PPE                           |          |
| Isabelle Le Callennec    |       | Les Républicains                            | La droite pour faire entendre la voix de la France en Europe            |                               | PPE                           |          |
| Laurent Castillo         |       | Union des droites pour la République        | La droite pour faire entendre la voix de la France en Europe            |                               | PPE                           |          |
| Nadine Morano            |       | Les Républicains                            | La droite pour faire entendre la voix de la France en Europe            |                               | PPE                           |          |
| Marie Toussaint          |       | Les Écologistes – Europe Écologie Les Verts | Europe Écologie                                                         |                               | Verts/ALE                     |          |
| David Cormand            |       | Les Écologistes – Europe Écologie Les Verts | Europe Écologie                                                         |                               | Verts/ALE                     |          |
| Mélissa Camara           |       | Les Écologistes – Europe Écologie Les Verts | Europe Écologie                                                         |                               | Verts/ALE                     |          |
| Mounir Satouri           |       | Les Écologistes – Europe Écologie Les Verts | Europe Écologie                                                         |                               | Verts/ALE                     |          |
| Majdouline Sbaï          |       | Les Écologistes – Europe Écologie Les Verts | Europe Écologie                                                         |                               | Verts/ALE                     |          |
| Marion Maréchal          |       | Identité-Libertés                           | La France fière, menée par Marion Maréchal et soutenue par Éric Zemmour |                               | CRE                           |          |
| Guillaume Peltier        |       | Identité-Libertés                           | La France fière, menée par Marion Maréchal et soutenue par Éric Zemmour |                               | CRE                           |          |
| Sarah Knafo              |       | Reconquête                                  | La France fière, menée par Marion Maréchal et soutenue par Éric Zemmour |                               | ESN                           |          |
| Nicolas Bay              |       | Identité-Libertés                           | La France fière, menée par Marion Maréchal et soutenue par Éric Zemmour |                               | CRE                           |          |
| Laurence Trochu          |       | Identité-Libertés                           | La France fière, menée par Marion Maréchal et soutenue par Éric Zemmour |                               | CRE                           |          |

## Mandats clos en cours de législature
| Députés | Députés           | Parti | Parti | Groupe | Groupe | Raison                       | Date              | Remplaçant         |
| ------- | ----------------- | ----- | ----- | ------ | ------ | ---------------------------- | ----------------- | ------------------ |
|         | Nathaly Antona    |       | RN    | -      | -      | Décès                        | 18 juin 2024      | André Rougé        |
|         | Sylvie Josserand  |       | RN    |        | PfE    | Élue comme députée nationale | 26 septembre 2024 | Séverine Werbrouck |
|         | Gaëtan Dussausaye |       | RN    |        | PfE    | Élu comme député national    | 26 septembre 2024 | Christophe Bay     |